# IU (певачица)
Ли Ђи-Ун (кореј. 이지은; енгл. Lee Ji-Eun; 16. мај 1993), познатија под псеудонимом IU (кореј. 아이유 (Аи-Ју)), јужнокорејска је певачица, текстописац, музички продуцент, модел и глумица. Са 15 година потписала је уговор са музичком компанијом LOEN Entertainment (данас Kakao M), а њен дебитантски албум, Lost & Found, објављен је 2008. Њени наредни албуми, Growing Up и IU...IM, били су прилично успешни, али тек је песмом "Good Day" (кореј. 좋은 날), главном нумером са албума Real (2011), дошла у око шире јавности и успела да постигне националну славу.
Успехом својих албума из 2011. године, Real и Last Fantasy, IU се показала као снажан конкурент на музичким топ-листама у својој земљи и додатно учврстила своју слику "девојке из суседства" и "млађе сестрице целе Јужне Кореје". Трећим студијски албумом, Modern Times, окренула се зрелијем стилу који је одступао од њеног претходног имиџа, али њена популарност није слабила: већина песама са албума доспеле су међу топ 10 места на Гаон музичкој топ-листи. Иако су њена следећа издања (укључујући албуме A Flower Bookmark (2014), Chat-Shire (2015) и Palette (2017)) наставила да одступају од уобичајеног кеј-поп стила, IU је наставила своју доминацију на музичким ранг-листама. Први пут се остварила као текстописац и музички продуцент за албум Chat-Shire.
IU је објавила пет студијских албума и седам ЕП-ова, од којих су место број један на Гаон топ-листи достигла три албума и двадесет песама. Као једAN је од најпродаванијих соло извођача у кеј-поп индустрији, којом доминирају мушке и женске групе, IU се више пута нашла на Форбсовој листи најутицајнијих личности у Јужној Кореји, достигавши треће место 2012. године. Билборд је позиционирао IU и песму "Good Day" на сам врх њихове Хот 100 листе са најпопуларнијим кеј-поп песмама и извођачима 2010-их година. Према анкети компаније Gallup Korea, IU је била најпопуларнији корејски идол и уметник 2017. године.
Поред музичке каријере, IU је водила радио и телевизијске емисије, а такође је глумила и у више телевизијских серија. После њене споредне улоге у тинејџерској драми "Dream High" и мањих појављивања у неколико ТВ серија, IU је играла главне улоге у The Producers, My Mister, Hotel del Luna, као и у Нетфликсовом филму Persona, a улога Хе Су у серији Moon Lovers: Scarlet Heart Ryeo донела јој је велики успех на глумачком пољу.

## Детињство и одрастање
IU је рођена као Ли Ђи-еун (кореј. 이지은) 16. маја 1993, у провинцији Сонђонг, Јужна Кореја. У раном детињству, IU је била заинтересована за каријеру у уметничкој индустрији и почела је да похађа часове глуме. Недуго након што је завршила основну школу, финансијска ситуација њене породице се погоршала и морали су да се преселе у провинцију Гјонги. Она и њен млађи брат живели су одвојено од родитеља у студијској соби са баком и рођаком више од годину дана у условима великог сиромаштва. IU је ретко била у контаката са родитељима током овог периода, али осећала се сигурно под старатељством своје баке.
Када је кренула у средњу школу, IU је открила своју страст према певању. Након што јој је добила велики аплауз за свој наступ који на спортском такмичењу у школи, одлучила је да постане певачица. Присуствовала је 20 аудиција, али ни на једној није прошла, а превариле су је и многе лажне компаније. Након што је 2007. потписала уговор са LOEN Entertainment, преселила се у Бангбе, Сеул. Иако је било говора о томе да дебитује као члан женске групе, ипак је, након десет месеци обуке, дебитовала као солиста у септембру 2008. Због тадашњих животних услова, IU је изјавила да је „волела да буде у студију“, где је имала где да спава и могла је да једе колико жели. LOEN је пред њен деби осмислио њено уметничко име "IU", изведено из енглеске фразе "I&U" (ја и ти), која симболизује моћ музике да уједини људе.
Успон њене певачке каријере резултовао је у честом изостајању са часова и погоршању њених оцена из већине предмета, изузев корејске књижевности. По завршетку средње школе 2012. године, IU је одлучила да не настави са високошколским образовањем, већ да се у потпуности фокусира на своју музичку каријеру.

## Дискографија

### Студијски албуми
- Growing Up (2008)
- Last Fantasy (2011)
- Modern Times (2013)
- Modern Times – Epilogue (2013)
- Palette (2017)
- Lilac (2021)

### ЕП-ови
- Lost & Found (2008)
- IU...IM (2009)
- Real (2010)
- A Flower Bookmark (2014)
- Chat-Shire (2015)
- A Flower Bookmark 2 (2017)
- Love Poem (2019)

### Синглови
- Real+ (2011)
- Spring of a Twenty-Year Old (2012)
- Strawberry Moon (2021)

## Филмографија
| Година | Енглески назив                  | Улога            | Напомена                 |
| ------ | ------------------------------- | ---------------- | ------------------------ |
| 2011.  | Dream High                      | Ким Пил-сук      | споредна улога           |
| 2012.  | Dream High 2                    | Ким Пил-сук      | појављивање (1. епизода) |
| 2012.  | Salamander Guru and The Shadows | Џепарош Ли Ђи-ун | појављивање (6. епизода) |
| 2013.  | You Are the Best!               | Ли Сун-шин       | споредна улога           |
| 2013.  | Bel Ami                         | Ким Бо-тонг      | споредна улога           |
| 2015.  | The Producers                   | Синди            | главна улога             |
| 2016.  | Moon Lovers: Scarlet Heart Ryeo | Го Ха-ђин/Хе Су  | главна улога             |
| 2018.  | My Mister                       | Ли Ђи-ан         | главна улога             |
| 2019.  | Persona                         | више улога       | главна улога             |
| 2019.  | Hotel del Luna                  | Ђанг Ман-вол     | главна улога             |
| 2019.  | Shades of the Heart             | Ми-Јонг          | главна улога             |

## Награде и номинације
Од свог дебија 2008. године, IU је добила више од 230 номинација, освојивши преко 90 њих. Добитница је тринаест музичких награда Melon, девет музичких награда Gaon Chart, пет награда са Korean Music Awards, осам са Mnet Asian Music Awards, пет са Seoul Music Awards и три Golden Disc награде. Такође освојила и неколико награда за глуму, стекавши 2014. године титулу "Најбоља нова глумица" на додели награда телевизијске станице KBS за свој наступ у филму "You Are the Best!".
IU је osvojila пет daesang награда (најзначајнијих у корејској музичкој индустрији) са разних догађаја, трипут само са доделе Melon Music Awards. IU се 2012. године нашла на Форбсовој листи Korea Power Celebrity и од тада је на истој поменута пет пута. Корејско Министарство културе, спорта и туризма, одликовало ју је 2015. године похвалом премијера за њен успех и утицај у музичкој индустрији.

## Остали подухвати

### Филантропија
Од фебруара 2012. године, IU је амбасадор jужнокорејске националне полицијске агенције у њиховим кампањама против насиља у школама. Постала је почасни члан полиције 2013. године, а 2014, на свој двогодишњи мандат, унапређена је у почасног старијег полицајца. Донирала је 100.000.000₩ (око 88.000 америчких долара) Дечијем фонду "Зелени кишобран" (где је некада и волонтирала), налажући да се искористe за помоћ сиромашној деци. Редовно прави донације за ученике средње школе коју је и сама похађала, а од 2016. додељује и стипендије на годишњем нивоу. "IU стипендија“ намењена је да помогне четворо ученика завршне године из породица којима је потребна новчана помоћ. 2018. године, IU је направила донацију у износу од 20.000.000₩ (око 18.000 америчких долара) за пет студената, помажући им да покрију трошкове киријe и исхранe. Исте године, учествовала је у Ice Bucket Challenge, интернет изазову створеном да промовише свест о амиотрофичној латералној склерози (АЛС). Њено залагање за филантропију донело јој је помен у часопису Форбс ("Asia's 2019 Heroes of Philanthropy: Catalysts for Change"), као најмлађој која се нашла на листи. Током пандемије КОВИД 19, Корејско лекарско удружење је потврдило да је IU донирала медицинским радницима 3.000 комада заштитне медицинске одеће и око 4.600 прслука за хлађење, у вредности од 200.000.000₩ (преко 180.000 америчких долара).

## Референцe
1. ↑  „IU Exudes Maturity on New LP 'Modern Times'”. Billboard (на језику: енглески). Приступљено 2020-12-30.
2. ↑  „국내 대표 음악 차트 가온차트!”. gaonchart.co.kr. Приступљено 2020-12-30.
3. ↑  „IU tops eight domestic charts with new song "Twenty-Three"”. koreatimes (на језику: енглески). 2015-10-23. Приступљено 2020-12-30.
4. ↑  „IU's Best Deep Album Cuts: 'The Shower,' '23' & More”. Billboard (на језику: енглески). Приступљено 2020-12-30.
5. ↑  „전체검색 | 전체검색 | 한국음악저작권협회”. www.komca.or.kr. Приступљено 2020-12-30.
6. ↑  Guest, Forbes. „FORBES KOREA's Top 10 Celebs”. Forbes (на језику: енглески). Приступљено 2020-12-30.
7. ↑  „Forbes Korea's Top 'Power Celebrity 40' ranking”. web.archive.org. 2016-02-05. Архивирано из оригинала 05. 02. 2016. г. Приступљено 2020-12-30.
8. ↑  „The 100 Greatest K-Pop Songs of the 2010s: Staff List”. Billboard (на језику: енглески). Приступљено 2020-12-30.
9. ↑  „한국갤럽조사연구소”. www.gallup.co.kr. Приступљено 2020-12-30.
10. ↑  „다시듣기(팟캐스트) | 정오의 희망곡 김신영입니다”. www.imbc.com. Приступљено 2020-12-30.
11. ↑  „스타존 - Daum 텔존”. web.archive.org. 2011-03-18. Архивирано из оригинала 18. 03. 2011. г. Приступљено 2020-12-30.
12. ↑  „Happy Together - You are the Best! : IU, Jo Jeongseok, Yu Inna & more! (2013. 05. 22) - YouTube”. www.youtube.com. Приступљено 2020-12-30.
13. ↑  „Teenage Singer IU Is Open to Surprises”. english.chosun.com (на језику: енглески). Приступљено 2020-12-30.
14. ↑  „IU graduates from high school”. koreajoongangdaily.joins.com (на језику: енглески). Приступљено 2020-12-30.
15. ↑  „[2020 가온차트] 청하xMNH엔터, 마지막 수상 영예…BTS, 불참에도 3관왕 등극(종합)”. entertain.naver.com (на језику: корејски). Приступљено 2020-12-30.
16. ↑  „혁오·강태구, 韓대중음악상 3관왕 달성..BTS 올해의 음악상(종합)”. 스타뉴스 (на језику: корејски). 2018-02-28. Приступљено 2020-12-30.
17. ↑  „아이유, 한국대중음악상 3관왕…시상식 불참 ‘아쉬워’”. entertain.naver.com (на језику: корејски). Приступљено 2020-12-30.
18. ↑  Mathew, Ilin (2017-12-01). „Mnet Asian Music Awards 2017: Complete winners list”. www.ibtimes.co.in (на језику: енглески). Приступљено 2020-12-30.
19. ↑  „제24회 서울가요대상”. web.archive.org. 2015-05-25. Архивирано из оригинала 25. 05. 2015. г. Приступљено 2020-12-30.
20. ↑  „The 29th GOLDEN DISC AWARDS in BEIJING”. web.archive.org. 2015-02-07. Архивирано из оригинала 07. 02. 2015. г. Приступљено 2020-12-30.
21. ↑  „이병헌, '미스터 션샤인' 대상 수상..정해인 2관왕(종합)[2018 APAN]”. entertain.naver.com (на језику: корејски). Приступљено 2020-12-30.
22. ↑  „Exo and Yoo Ah-in ranked top stars”. koreajoongangdaily.joins.com (на језику: енглески). Приступљено 2020-12-30.
23. ↑  „[단독]'훈훈' 아이유, 어린이날 저소득가정 아이들 위해 몰래 '1억 기부'”. entertain.naver.com (на језику: корејски). Приступљено 2020-12-30.
24. ↑  „아이유, 어린이날 앞두고 소외아동 지원 위해 또 1억 기부(공식)”. entertain.naver.com (на језику: корејски). Приступљено 2020-12-30.
25. ↑  „Ice Bucket Challlenge @dlwlrma”. www.instagram.com. Приступљено 2020-12-30.
26. ↑  Chung, Grace. „Asia’s 2019 Heroes Of Philanthropy: Catalysts For Change”. Forbes (на језику: енглески). Приступљено 2020-12-30.
27. ↑  „IU donates 4,600 cooling vests for nurses combating COVID-19”. koreatimes (на језику: енглески). 2020-08-31. Приступљено 2020-12-30.